# ニード・フォー・スピード アンダーグラウンド2
『ニード・フォー・スピード アンダーグラウンド2』 (Need for Speed: Underground2) 略称NFSUG2は、2004年EAカナダが開発し米国のエレクトロニック・アーツによって発売されたレースゲームである。

## 概要
「ニード・フォー・スピード アンダーグラウンド」の続編であり、ゲーム内容も前作のようなチューニングカーを使用した違法なストリートレースが特徴である。また、より幅広いカスタマイズ(ハイドロやガルウィングドアなど)やオープンワールドなどの新機能が追加されている。
収録車両にはスポーツ・ユーティリティ・ビークル（SUV）も含まれており、SUV専用のレースも存在する。
シリーズで初めてGBA版とDS版が登場した作品でもある。

## ゲームモード
ゲームモードは基本的にNFSUGと同じなので通常のゲームモードの説明はNFSUGの項を参照する事。以下はNFSUG2で追加されたゲームモードである。

### エンカウンターバトル
フリーローム中、都市をクルージングしている敵車と一対一で勝負する。先行車がルートを決め後続車が先行車の後を追う。後続車が先行車を追い越した場合、後続だった車が今度は先行する。後続車を300メートル(1000フィート)以上離すと勝負に勝ち、逆に同じ距離先行車から離されると負ける。

### ストリートX
ドリフトレースのようなショートサーキットを使い3台の敵車と勝負する。このレースでは正確なブレーキングとギアシフトが重要であり、過度のドリフトはラップタイムが遅くなるのでするべきではない。ドリフトレースのようにN2Oの使用は出来ない。

### ダウンヒルドリフト
ショートサーキットを使った通常のドリフトレースとは違い、一般車ありの峠道を使ったドリフトレース。ダウンヒルドリフトではライバル車のスコアはすでに記録されており、1台でコースを走る。通常のドリフトと同様、道の外側をドリフトするとスコアが大量加算され、ガードレールに接触もしくは一般車に衝突するとポイントが失効する。

### アンダーグラウンドレーシングリーグ(URL)
レースサーキットもしくは空港の滑走路で行われるトーナメントレース。URLは5台の敵車とトーナメント形式で3,4レース競い合いその合計ポイントで勝者を決定する。なおURLには一般車は出てこないためスローインファーストアウト、アウトインアウトなどのテクニックが重要である。

## 登場人物
主人公
プレイヤーでありこのゲームで操作する人物。前作の舞台であるオリンピックシティで、日産・スカイラインGT-Rを駆る最速の走り屋として有名になるが、カレブからの忠告とチームへの誘いを無視したことで、パーティーに行く最中にカレブが乗ったハマー・H2に衝突され大破してしまう。この一件で6か月間のブランクが生じ、一からやり直すために、新天地ベイビューで最速の走り屋を目指すことになる。
レイチェル・テラー
演：ブルック・バーク（日本語吹替：折笠愛）
本作のヒロイン。前作に登場したサマンサの友人で、ベイビューに来た主人公をサポートする。愛車は日産・350Z。
トミー
レイチェルの友人のメカニック。主人公をサポートする。
カレブ・リース
演：デヴィッド・パルフィー
本作のラスボスで、ベイビューを拠点とする走り屋チーム「ザ・レイスズ」のリーダー。愛車はポンティアック・GTO。
ニッキー・モリス
演:ケリー・ブルック
「ザ・レイスズ」の紅一点。愛車はフォード・マスタングGT。
ザ・レイスズ
カレブが率いるベイビューの走り屋チーム。メンバーの愛車はボディカラーは黒、ホイールはLowenhartのLSR、死神のバイナルで統一されている。

## 収録車種
☆は北米版のみ、★は日本・欧州版のみの収録車種。
- Acura RSX☆
- Audi A3
- Audi TT
- Cadillac Escalade
- Ford Focus
- Ford Mustang GT
- Honda Civic☆
- Hummer H2
- Hyundai Tiburon GT V6（日本版ではHyundai Coupe）
- Infiniti G35（日本版ではNissan Skyline）
- Lexus IS 300（日本版ではToyota Altezza）
- Lincoln Navigator
- Mazda Miata MX-5（日本版ではMazda Roadster）
- Mazda RX-7
- Mazda RX-8
- Mitsubishi 3000GT
- Mitsubishi Eclipse
- Mitsubishi Lancer Evolution VIII
- Nissan 240SX
- Nissan 350Z（日本版ではNissan Fairlady Z）
- Nissan Sentra SE-R Spec V
- Nissan Skyline GT-R
- Peugeot 106★
- Peugeot 206
- Pontiac GTO
- Subaru Impreza WRX
- Toyota Celica
- Toyota Corolla（日本版ではToyota Trueno）
- Toyota Supra
- Vauxhall/Opel Corsa★
- Volkswagen Golf GTI

## EA TRAX
レースミュージックにはエレクトロニカ、パンク、そしてメニューミュージックにはヒップホップが主に使われている。ただしNFSUG、NFSMWと比較すると激しい曲調のものは少なく、レースよりフリーロームに合う選曲となっている。
1. Snoop Dogg feat. The Doors - Riders on the Storm(Fredwreck Remix)
2. Capone（英語版） - I Need Speed
3. Chingy - I Do
4. Sly Boogy - That'z My Name
5. Xzibit - LAX
6. Terror Squad - Lean Back
7. Fluke - Switch/Twitch
8. Christopher Lawrence（英語版） - Rush Hour（英語版）
9. Felix Da Housecat（英語版） - Rocket Ride(Soulwax Remix)
10. Sin（フランス語版） - Hard EBM
11. FREELAND - Mind Killer(Jagz Kooner（英語版） Remix)
12. Paul Van Dyk - Nothing But You(Cirrus Remix)
13. Sonic Animation（英語版） - E-Ville
14. Killing Joke - The Death & Resurrection Show
15. Rise Against - Give it All
16. Killradio（英語版） - Scavenger
17. The Bronx（英語版） - Notice of Eviction
18. Ministry - No W
19. Queens of the Stone Age - In My Head
20. Mudvayne - Determined
21. Septembre（英語版） - I Am Weightless
22. Helmet - Crashing Foreign Cars
23. Cirrus - Back on a Mission
24. SpiderBait（英語版） - Black Betty
25. Skindred（英語版） - Nobody
26. Snapcase（英語版） - Skeptic
27. Unwritten Law（英語版） - The Celebration Song